# Phygadeuon bidentatus
Phygadeuon bidentatus là một loài tò vò trong họ Ichneumonidae.